# Suslî, Novohrad-Volînskîi
Suslî (în ucraineană Сусли) este localitatea de reședință a comunei Suslî din raionul Novohrad-Volînskîi, regiunea Jîtomîr, Ucraina.

## Demografie
Componența lingvistică a localității Suslî
     Ucraineană (98,88%)
     Rusă (1,01%)
     Alte limbi (0,1%)
Conform recensământului din 2001, majoritatea populației localității Suslî era vorbitoare de ucraineană (98,88%), existând în minoritate și vorbitori de rusă (1,01%).